# Feketearcú szövőmadár
A feketearcú szövőmadár (Ploceus vitellinus) a madarak osztályának a verébalakúak (Passeriformes) rendjéhez, ezen belül a szövőmadárfélék (Ploceidae) családjához tartozó faj.

## Előfordulása
Benin, Burkina Faso, Kamerun, a Dél-afrikai Köztársaság, Dél-Szudán, Csád, a Közép-afrikai Köztársaság, a Kongói Demokratikus Köztársaság, Egyenlítői-Guinea, Etiópia, Gambia, Ghána, Kenya, Mali, Mauritánia, Niger, Nigéria, São Tomé és Príncipe Szenegál, Szomália, Szudán, Tanzánia, Togo és Uganda területén honos.